# Махмуд аз-Захар
Махмуд аз-Захар (араб. محمود الزهار‎, род. 6 мая 1945, Газа) — один из основателей исламистского радикального движения «ХАМАС» и один из его политических лидеров в Секторе Газа. С 2006 года являлся министром иностранных дел Палестинской администрации от «ХАМАС».

## Биография
Отец аз-Захара был палестинцем, мать — египтянка. Его детские годы прошли в Исмаилии в Египте; после окончания средней школы в Газе аз-Захар поступил в университет Айн-Шамс в Каире, где получил диплом хирурга (1976). После практики аз-Захар работал хирургом в больницах Газы и Хан-Юниса.
С основанием «ХАМАС», аз-Захар стал его членом. В 1988 году Махмуд аз-Захар встречался с Ицхаком Рабином как один из представителей «ХАМАС» (считавшейся тогда благотворительной исламистской организацией и предпочтительной альтернативой ФАТХу). В том же году аз-Захар был задержан Израилем на 6 месяцев. В 1992 он провёл около года в Ливане, войдя в число депортированных активистов ХАМАС. В 1996 он снова просидел в израильской тюрьме около года, в это время он тяжело заболел.
После гибели большей части руководства «ХАМАС» аз-Захар стал одним из лидеров организации в Газе; 10 сентября 2003 года он избежал атаки израильских ВВС, в которой погиб его сын.
Перед выборами в Палестинскую автономию в интервью аз-Захар говорил, что «Палестина должна быть исламским государством, живущим по законам шариата и простирающимся от Средиземного моря до Иордана». Однако, после занятия должности министра иностранных дел и по последним интервью он не исключает реальные переговоры с Израилем.
Аз-Захар женат и имеет семеро детей. Его старший сын погиб в 2003 году, во время неудавшегося покушения, другой погиб в январе 2008 году во время боёв с израильскими войсками в Газе.
В интервью Newsweek 30 августа 2005, Махмуд аз-Захар на вопрос журналиста, должен ли Сектор Газа стать «Хамастаном», ответил утвердительно.

## Вопрос об авторстве книги «Конец евреев»
На Мюнхенской конференции по безопасности, прошедшей 17 февраля 2024 года, президент Израиля Ицхак Герцог ошибочно приписал авторство книги «Конец евреев» Махмуду аль-Захару. Эта неверная атрибуция была быстро перехвачена и распространена как израильскими СМИ, так и The New York Post, без первоначальной проверки фактов. Разъяснение от Национальной библиотеки Израиля выявило, что настоящим автором книги является египетский писатель Абу Аль Фида Мухаммад Ареф, а не аль-Захар.